# Kinkazan

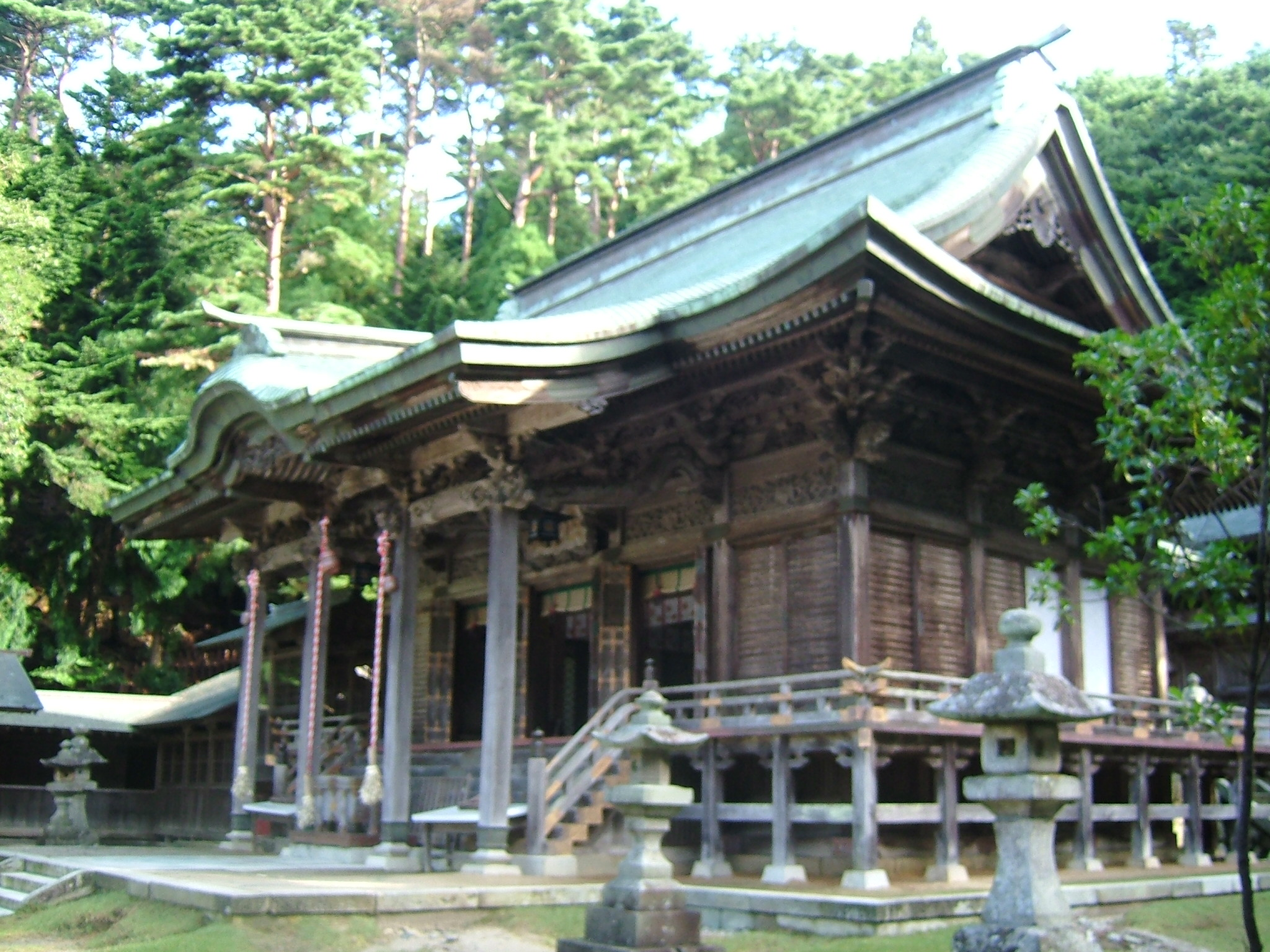
Svatyně Koganejama-džindža

Kinkazan (金華山, Kinkasan, or Kinkazan) "Zlatý Květinový Pohoří" je malý ostrov v Mijagi prefektuře v severno-východním Japonsku. Leží v Tichém oceánu přibližně 1 kilometr od polostrova Ošika. Minami Sanriku Kinkazan Národní Park včetně Kinkazan ostrova se stali součastí Sanriku Fukko Národního Parku.

## Geografie
Kinkazan má rozlohu 9.5 km2 a jeho nejvyšší bod je pohoří v tvaru pyramídy Mount Kinka(金華山), který měří 445 metrů. Mount Kinka je vyhlášen za jeden ze tří nejsvatějších pohoří v Tohoku regionu. Na ostrově se taky nachází jeleni, kteří jsou považováni za "posly bohů".
K pohoří Mount Kinka se dá dostat trajektem z města Išinomaki.

## Dějiny
Na ostrově je svatyně nazývaná Koganejama-džindža (黄金山神社) "Zlatá horská svatyně". Její historie sahá až do 8. století. Legenda praví, že když osoba navštíví tuhle svatyni 3 roky po sobě, tak se stane bohatou. Historie tehle svatyně je úzce spjatá s dolemi a těžbou zlata. Jediní obyvatelé jsou kněží Šinto a personál svatyně Koganejama. Ve svatyni se koná každoročně Hacumi Taisai festival. Jihovýchodně od svatyně Koganejama se náchazí Kinkazan Maják (金華山灯台), který byl postaven v období Meidži britským inženýrem Richardem Henrym Bruntonem. V 1945 byl zničen při bombardování Spojenými americkými státmi, a poté znova rebudován v roku 1946.